# Gennie
Gennie est une rappeuse mongole, née en 1987.
Elle découvre le rap américain très jeune et commence à écrire des textes à environ 13-14 ans. Elle rencontre le rappeur Enkhtaivan au tout début des années 2000 qui, jusqu'à son décès en 2012, devient son producteur et lui donne son nom de scène, Gennie. Elle est l'une des premières femmes rappeuses en Mongolie et l'une des principales en activité. Elle multiplie les collaborations avec des artistes de rap ou d'autres univers musicaux. Ses sujets de prédilection sont la politique, les problèmes sociaux liés à la nature, aux nécessiteux et aux femmes.

## Biographie
Gennie est née en 1987 de parents mongols. Elle découvre le rap américain (Wu-Tang Clan, Tupac Shakur, Onyx, etc.) en écoutant de la musique sur le walkman de son cousin. Elle apprend l'anglais en traduisant les paroles des textes d'Eminem. Elle commence à écrire des textes en cachette dans sa chambre à environ 13-14 ans et monte sur scène pour la première fois au lycée. En 2000, elle participe à une émission télévisée mongole qui a pour objectif la création d'un groupe de filles rappeuses. Bien que sélectionnée parmi les 50-60 candidates, elle préfère rester dans son ancien groupe. Elle rencontre peu après Enkhtaivan, rappeur fondateur du groupe Dain Ba Enkh (littéralement « Guerre et Paix ») qui devient, jusqu'à son décès en 2012, son producteur. Il lui donne le nom de Gennie, dérivé du mot anglais « genius » (« génie »), et lui laisse une totale liberté.
Gennie est l'une des premières femmes rappeuses. Elle est aussi l'une de celles avec la plus longue carrière, la plupart des artistes féminines n'enregistrant qu'une ou deux chansons. Pour subvenir à ses besoins et à ceux de son fils né en 2009, elle est mécanicienne chargée du réglage et de la surveillance de la pression de l'eau pour un complexe d'appartements ; elle est la première femme à avoir eu un tel emploi en Mongolie. Elle ressent de la fierté à briser les barrières entre les sexes.
Gennie ne veut pas particulièrement commercialiser ses productions. Elle souhaite que les gens recherchent sa musique, la trouvent par l'intermédiaire d'amis ou la découvrent en ligne. En restant à l'écart de l'industrie de la musique, elle croit aussi être mieux à même de rester en contact avec la réalité et tire beaucoup de profit de ses nombreux projets collaboratifs avec d'autres musiciens. Gennie a peu produit de chansons en solo, la plus grande partie de sa production est le résultat de collaborations avec d'autres artistes, certains des meilleurs rappeurs de Mongolie, mais aussi des artistes de pop et de jazz,. Elle est invitée aux États-Unis par un guitariste de rock pour collaborer et enregistrer de la musique, et en 2010 en France, elle est à l'affiche du festival de hip-hop mongol-français Hos Ayas. Cette manifestation figure en bonne place dans le documentaire Mongolian Bling (2012) dont le sujet est le rap mongol et dont elle est l’une des trois personnages centraux,. En 2015, elle est en concert en France dans le cadre du festival Paris Hip Hop. Elle a créé le crew Yudenten (littéralement « Les sweats à capuche ») qui parcourt la Mongolie rurale à la recherche de jeunes rappeurs talentueux.
Ses textes portent sur la politique, sur les problèmes sociaux liés en particulier à la nature, tel que la destruction des paysages ruraux par les activités minières, aux nécessiteux et aux femmes,,. Elle a ainsi écrit une chanson intitulée Woman qui raconte trois histoires : celle d'une femme entre deux âges dans une relation abusive, une adolescente qui a hâte de grandir et dont profitent des hommes plus âgés, une jeune femme victime de la traite des êtres humains. Dans le hip-hop, elle aime la possibilité de chanter sur les sujets de société, de transmettre un message, notamment aux jeunes. Lorsqu'elle traite de mauvaises choses, elle essaye de l'aborder avec bienveillance. Elle apprécie la dureté de la langue mongole qu'elle juge parfaite pour le rap. Elle mêle également l'anglais vernaculaire afro-américain (AVAA) au mongol, par exemple dans sa production à thème nationaliste, mais au titre anglais Don't Cry (Ne pleure pas, 2010). Des critiques lui ont reproché avec ce morceau d'essayer d'imiter le rap américain, mais elle s'est défendu en expliquant qu'elle n'est pas manipulée par l'anglais mais qu'elle le manipule.

### Documentaire
- Mongolian Bling (2012) réalisé par Benj Binks et produit par Nubar Ghazarian, production Flying Fish Films, 90 minutes.